# Варгашево (Владимирская область)
Варгашево — упразднённая в 1965 году деревня в Александровском районе Владимирской области России. На год упразднения входила в Ивано-Соболевский сельсовет. Ныне улица Варгашевская деревни Елькино Андреевского сельского поселения Александровского района.

## География
Варгашево была расположена в северо-западной части области, в зоне хвойно-широколиственных лесов, примерно в 4 км на восток от города Александрова, к югу от деревни Елькино и автодороги Александров — Владимир. 

### Климат
Климат характеризуется как умеренно континентальный, с умеренно тёплым летом, холодной зимой, короткой весной и облачной, часто дождливой осенью. Среднегодовая температура воздуха — +3,4 °C. Годовое количество атмосферных осадков — 549 миллиметров, из которых большая часть выпадает в тёплый период.

## История
Решением Владимирского облисполкома № 1086 от 22.09.1965 объединены как фактически слившиеся населённые пункты деревни Елькино и Варгашево.